# Expedició Erebus i Terror

Trajecte de l'expedició (en dos temps)

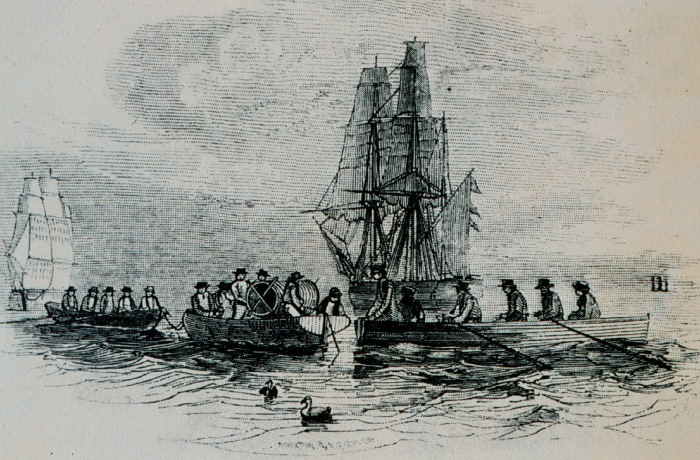
El HMS Erebus i el HMS Terror, els vaixells de Ross durant l'expedició científica de 1839 a 1843

L'expedició Erebus i Terror o expedició Ross va ser una rellevant expedició britànica a l'Antàrtida. Dirigida entre 1839 i 1843 per James Clark Ross, la missió tenia per objecte l'exploració i la recerca científica -particularment sobre el magnetisme- cap a una regió inexplorada que posteriorment seria la dependència de Ross.
Aquesta expedició deu el seu nom als bucs de l'expedició HMS Erebus i HMS Terror.
Nombrosos llocs van ser descoberts i nomenats, com l'estret de McMurdo, la barrera de gel de Ross, mar de Ross i illa de Ross.
El 4 de setembre de 1843 Ross va tornar a Anglaterra, sent nomenat cavaller un any més tard nominat per a la Legió d'Honor francesa. El 1847 va publicar les seves anotacions sobre l'expedició amb el títol A Voyage of Discovery and Research to Southern and Antarctic Regions.